# West Milford
West Milford est un township situé dans le comté de Passaic dans l'État américain du New Jersey.

## Histoire
Le township de West Milford est créé le 10 mars 1834 à partir du township de Pompton dans le comté de Bergen. Il rejoint le comté de Passaic en 1837.
La ville tient son nom de Milford dans le Connecticut.

## Géographie
Selon le bureau de recensement des États-Unis, le township a une surface totale de 208,3 km² (80,4 mi²). 195,4 km² (75,4 mi²) sont terrestres et 12,9 km² (5,0 mi²), soit 6,18 %, sont des plans d'eau.

## Démographie
Selon le recensement de 2010, West Milford comptait 25 850 habitants, 9 625 ménages, et 7 080 familles résidant dans le township. La densité de population était d'environ 124 habitants par km2.
95,5 % de la population était blanche, 2 % afro-américaine, 1,8 % asiatique et 1,1 % améridienne. Les hispaniques (quelle que soit leur « race ») représentaient 5,8 % des habitants.
Il y avait 7 080 familles dont 34,4 % avaient des enfants de moins de 18 ans vivant avec eux. La taille moyenne d'une famille était de 3,12 membres. 61,4 % des foyers comptaient un couple marié.
Dans le township, 24,8 % de la population avait moins de 20 ans, 24,4 % entre 20 et 45 ans, 33,4 % entre 45 et 65 ans et 12,6 % plus de 65 ans. L'âge médian était de 42,7 ans. Les femmes représentaient 50,4 % des habitants contre 49,6 % pour les hommes.
Le revenu médian pour un ménage dans le township était 74 124 $, et le revenu médian pour une famille était 80 264 $. Les hommes ont eu un revenu médian de 51 105 $ contre 37 159 $ pour les femmes. Le revenu par personne pour la banlieue noire était de 28 612 $. Environ 2,6 % des familles et 4,1 % de la population étaient au-dessous du seuil de pauvreté, y compris 6,1 % des moins de 18 ans et 2,9 % des personnes de plus de 65 ans[réf. nécessaire].

## Commerce
Pendant des décennies, West Milford était une zone rurale avec seulement quelques stations-service, de petits commerces, et une banque ou deux. C'était avant tout une zone résidentielle. Au milieu des années 1960, un supermarché A&P de 20 000 pieds carrés a été construit. En 1972, WarnerBros a ouvert un parc à thème sur la faune appelé Jungle Habitat. Le parc a apporté d'énormes revenus touristiques à West Milford, tout en causant beaucoup d'embouteillages le week-end et en été. Pour cette raison, l'extension du parc a été refusée par les résidents en 1976 : il a alors été brutalement fermé.
Avec la perte de recette fiscale et les besoins des résidents à l'esprit, West Milford a approuvé l'installation de plus d'entreprises. En 1978, un supermarché de ShopRite de 45 000 pieds carrés a été construit. Peu de temps après, d'autres entreprises se sont installées dans le secteur. Vers la fin des années 1990, A&P a fermé son premier magasin pour construire un supermarché de 60 000 pieds carrés à quelques milles du centre-ville. Près du ShopRite se trouvent plusieurs restaurants et des établissements de restauration rapide ont été établis comprenant McDonald, ainsi que plusieurs cinémas.
Les entreprises de West Milford sont représentées par la chambre de commerce de West Milford, une organisation d'hommes et de femmes d'affaires créée en 1949. Sa mission est d'améliorer et agrandir le milieu d'affaires dans West Milford.

## Politique et administration

### Gouvernement local
Le maire de West Milford est Joseph A. Di Donato, jusqu'au 31 décembre 2007. Les membres du Conseil municipal sont Robert Nolan (2007), Carmelo P. Scangarello (2008), Salvatore Schimmenti (2009), Joseph Smolinski (2009), surveillant de James (2007) et Philip H. Weisbecker (2008).

### Représentation fédérale, d'état et de comté
Le township de West Milford est dans la cinquième zone congressionnelle et fait partie de la 26e zone législative du New Jersey.
La cinquième zone congressionnelle du New Jersey, couvre le nord du comté de Bergen, le comté de Passaic et le comté de Sussex et tout le comté de Warren. Son représentant est (R, le township de Wantage). Le New Jersey est représenté au sénat par Frank Lautenberg (D, parc de Cliffside) et Bob Menendez (D, Hoboken).
La 26e zone législative de la législature de New Jersey est représentée au sénat d'état par Robert Martin (R, plaines de Morris) et dans l'Assemblée par Alex DeCroce (R, plaines de Morris) et Joseph Pennacchio (R, plaines de Morris). Le gouverneur de New Jersey est Jon Corzine (D, Hoboken).

### Politique
En 2011, West Milford compte 17 588 électeurs inscrits dont 5 070 républicains, 3 397 démocrates et 9 111 électeurs sans affiliation.

### Protection des montagnes
En 2004, la législature de New Jersey a passé une Loi de protection et de planification de l'eau de montagnes, qui concerne la région de montagnes du New Jersey. West Milford a été inclus dans le secteur de planification de montagnes et est sujet à cette loi, ainsi qu'au Highlands Water Protection and Planning Council, une division du département de New Jersey de la protection de l'environnement.[ 6 ] Tout le territoire dans la région protégée est intégré dans le secteur de conservation de montagnes, et ainsi soumis à des règles additionnelles.

## Éducation
West Milford a six écoles primaires (catégories K-6), un collège (catégorie 7-8) et un lycée (catégories 9-12). De plus, la zone accueille un Center for Adult/Community Education. Le système scolaire emploie 361 personnes certifiées, dont plus de 50 % ont au moins une maîtrise.